# Per Olof Ekström
Per Olof Ekström (n. 26 aprilie 1926, Vänersborg, Älvsborg County⁠(d), Suedia – d. 4 octombrie 1981, București, România) a fost un scriitor suedez. A scris, printre altele, despre Vlad Țepeș sau Nicolae Ceaușescu.

## Lucrări scrise
- Den ensamme 1947
- Sommardansen (1949; filmat în 1952 ca Hon dansade en sommar)
- Den blomstertid nu kommer 1951
- Mördande vår 1953
- Gå i ringen 1956
- Berit flickebarn 1956
- Den vänliga staden 1958
- Fjäril och flamma 1960
- Beskärda del 1961
- Den 13 augusti 1962
- Midsommarnatt 1963
- Väntans år 1964
- Vendela 1965
- Bita huvudet av skammen 1966
- Vilddjurets märke 1967
- Johannes Rimsmed 1968
- Dubbel glädje 1968
- Drömmar av kött och blod 1968
- Den som är utan synd 1968
- Mordet på modernäringen 1969
- Hon dansade i sängen 1969
- Tänk om jag gifter mig med pappa 1969
- Arsenik och nattvardsvin 1971 (despre preotul și criminalul în serie Anders Lindbäck)
- Fatimas hand 1971
- Blåögd bandit 1972
- Signor vankelmod 1972
- Förhäxad av sex 1973
- Flykt i norr 1973
- Bruno von Adlershain 1973
- Maj i november 1973
- Den trånga dalen 1974
- En stad ovan molnen 1974
- Den tjugotredje 1974
- Hälsokällornas land -Rumänien 1975
- Vår man är inte du 1975
- Österns portar 1976
- Dom stenkåta 1976
- Klarsjöspelet 1976
- Undan stormen 1977
- Ceausescu och Rumänien 1977
- Vinna freden 1978
- Drakens son 1979
- Dynamit 1980

## Traduceri
- Fiul dragonului, Ed. Cartea Românească 1983 . roman despre Vlad Țepeș